# Robert Cochran (producteur)
Pour les articles homonymes, voir Robert Cochran et Cochran.
Robert Cochran est un producteur et scénariste de télévision américain.

## Biographie
Robert Cochran est, avec Joel Surnow, le scénariste de la série télévisée 24 heures chrono ainsi que de Nikita.